# Sonador (San Sebastián)
Sonador es un barrio ubicado en el municipio de San Sebastián en el estado libre asociado de Puerto Rico. En el Censo de 2010 tenía una población de 1.813 habitantes y una densidad poblacional de 237,45 personas por km².

## Geografía
Sonador se encuentra ubicado en las coordenadas 18°18′54″N 67°1′40″O / 18.31500, -67.02778. Según la Oficina del Censo de los Estados Unidos, Sonador tiene una superficie total de 7.64 km², que corresponden a tierra firme.

## Demografía
Según el censo de 2010, había 1.813 personas residiendo en Sonador. La densidad de población era de 237,45 hab./km². De los 1.813 habitantes, Sonador estaba compuesto por el 87.2% blancos, el 3.59% eran afroamericanos, el 0.44% eran amerindios, el 4.47% eran de otras razas y el 4.3% pertenecían a dos o más razas. Del total de la población el 99.34% eran hispanos o latinos de cualquier raza.